# Place de Jamblinne de Meux
La place de Jamblinne de Meux (en néerlandais : Jamblinne de Meuxplein) est une place bruxelloise de la commune de Schaerbeek, située à la jonction de l'avenue de Cortenbergh et de l'avenue de Roodebeek. La rue du Noyer, la rue de Linthout, l'avenue de l'Opale, l'avenue Eugène Plasky, la rue Rasson, l'avenue Milcamps et la rue des Patriotes y aboutissent également.
Cette place porte le nom d'un ingénieur, le baron Théophile de Jamblinne de Meux, né à Émines le 28 décembre 1820 et décédé à Bruxelles le 28 avril 1912. Il dessina entre autres les plans du barrage de la Gileppe.

## Adresses notables
- no 14 : Institut de la Vierge Fidèle
- nos 34-35 : Ordre des médecins, Conseil national
- nos 36-37 : maison conçue par l'architecte Georges Dhaeyer, 1909, style Beaux-Arts

## Arbres remarquables
Ci-dessous, les 27 arbres remarquables de la place répertoriés par la Commission des monuments et des sites :
| nom français                | nom latin                   | no maison | cir. en cm |
| --------------------------- | --------------------------- | --------- | ---------- |
| Ailante glanduleux          | Ailanthus altissima         | face 33   | 165        |
| Ailante glanduleux          | Ailanthus altissima         | face 34   | 163        |
| Ailante glanduleux          | Ailanthus altissima         | face 32   | 156        |
| Aubépine à deux styles      | Crataegus laevigata         |           | 101        |
| Aubépine à deux styles      | Crataegus laevigata         |           | 94         |
| Aubépine à deux styles      | Crataegus laevigata         |           | 76         |
| Aubépine à deux styles      | Crataegus laevigata         |           | 75         |
| Aubépine à deux styles      | Crataegus laevigata         |           | 62         |
| Châtaignier                 | Castanea sativa             | 14        | 271        |
| Érable plane                | Acer platanoides f. rubrum  | face 38   | 217        |
| Érable sycomore             | Acer pseudoplatanus         | 14        | 347        |
| Hêtre pourpre               | Fagus sylvatica f. purpurea | 10        | ?          |
| Marronnier commun           | Aesculus hippocastanum      | face 23   | 306        |
| Marronnier commun           | Aesculus hippocastanum      | face 20   | 253        |
| Marronnier commun           | Aesculus hippocastanum      | face 26   | 241        |
| Marronnier commun           | Aesculus hippocastanum      | face 31   | 240        |
| Marronnier commun           | Aesculus hippocastanum      | face 28   | 237        |
| Marronnier commun           | Aesculus hippocastanum      | f 28-29   | 208        |
| Merisier                    | Prunus avium                | 14        | 202        |
| Orme commun/de montagne     | Ulmus glabra                | 14        | 305        |
| Platane à feuilles d'érable | Platanus x hispanica        | 14        | 459        |
| Saule blanc                 | Salix alba                  | 34        | 327        |
| Tilleul                     | Tilia sp                    | 14        | 275        |
| Tilleul argenté             | Tilia tomentosa             | 3         | 407        |
| Tilleul argenté             | Tilia tomentosa             | face 42   | 270        |
| Tilleul argenté             | Tilia tomentosa             |           | 264        |
| Tilleul du Caucase          | Tilia x euchlora            | 28        | 195        |

## Galerie de photos

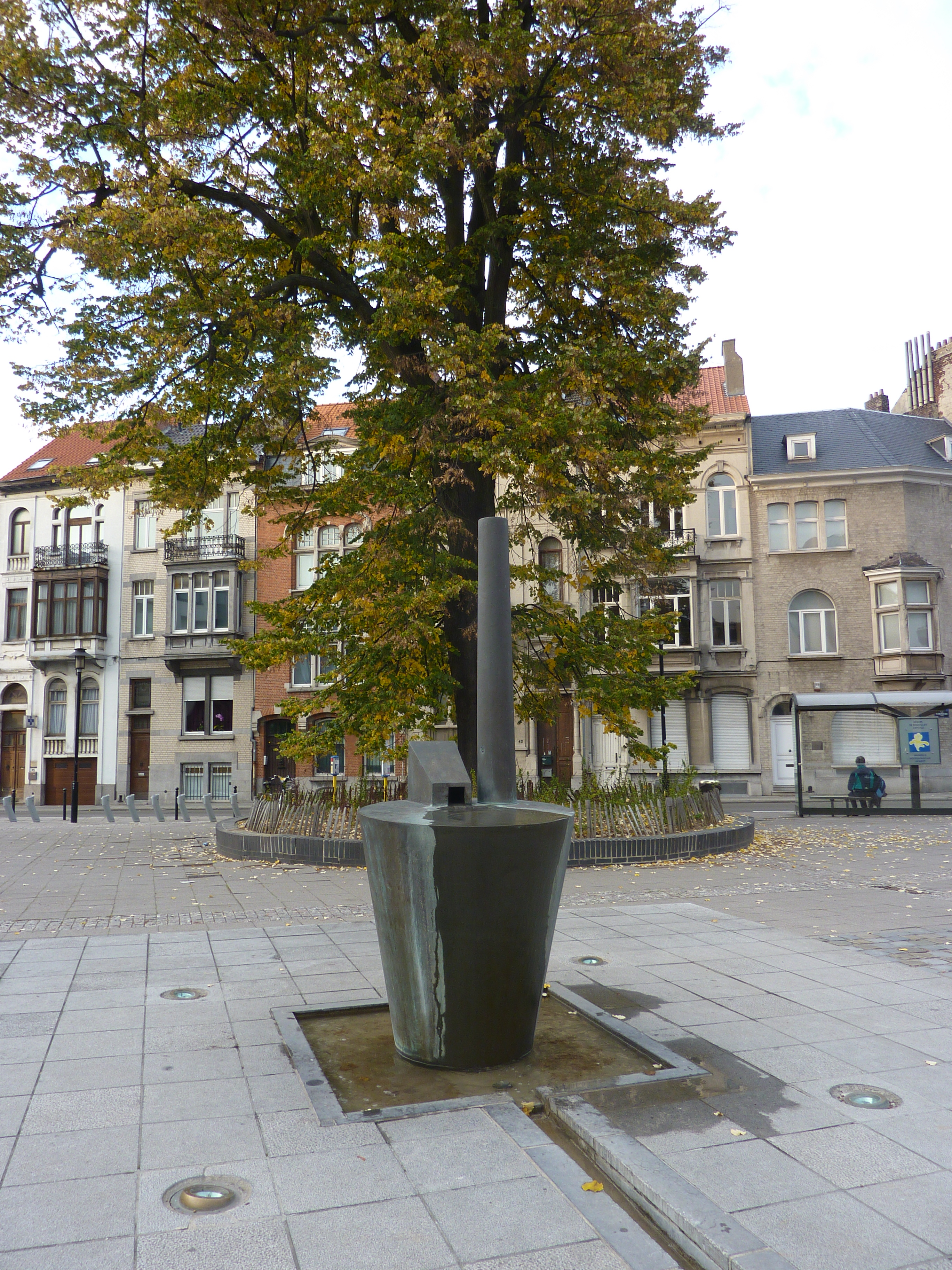
Fontaine et arbre remarquable de la place
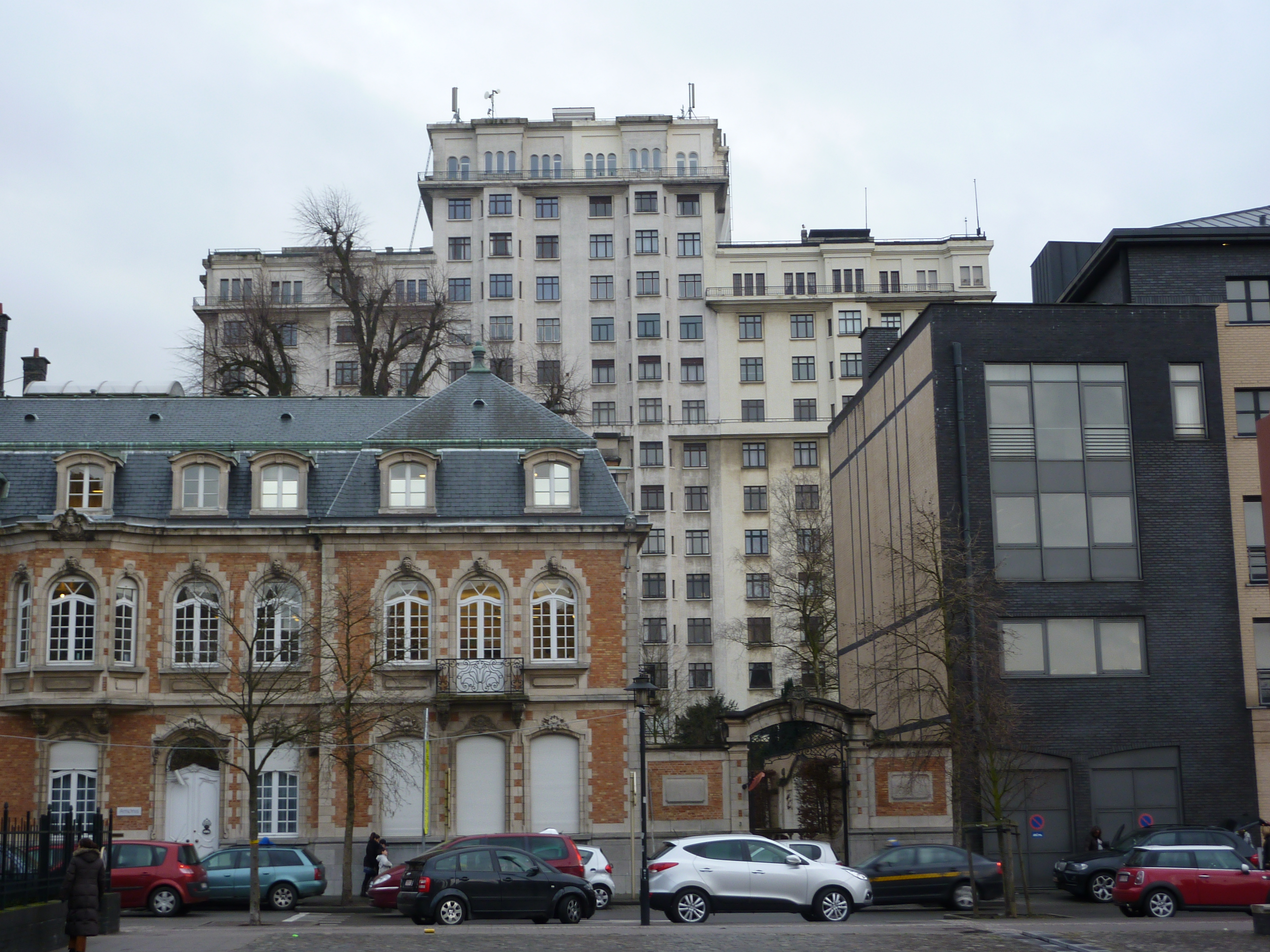
Les Pavillons français (en arrière-plan) vus depuis la place
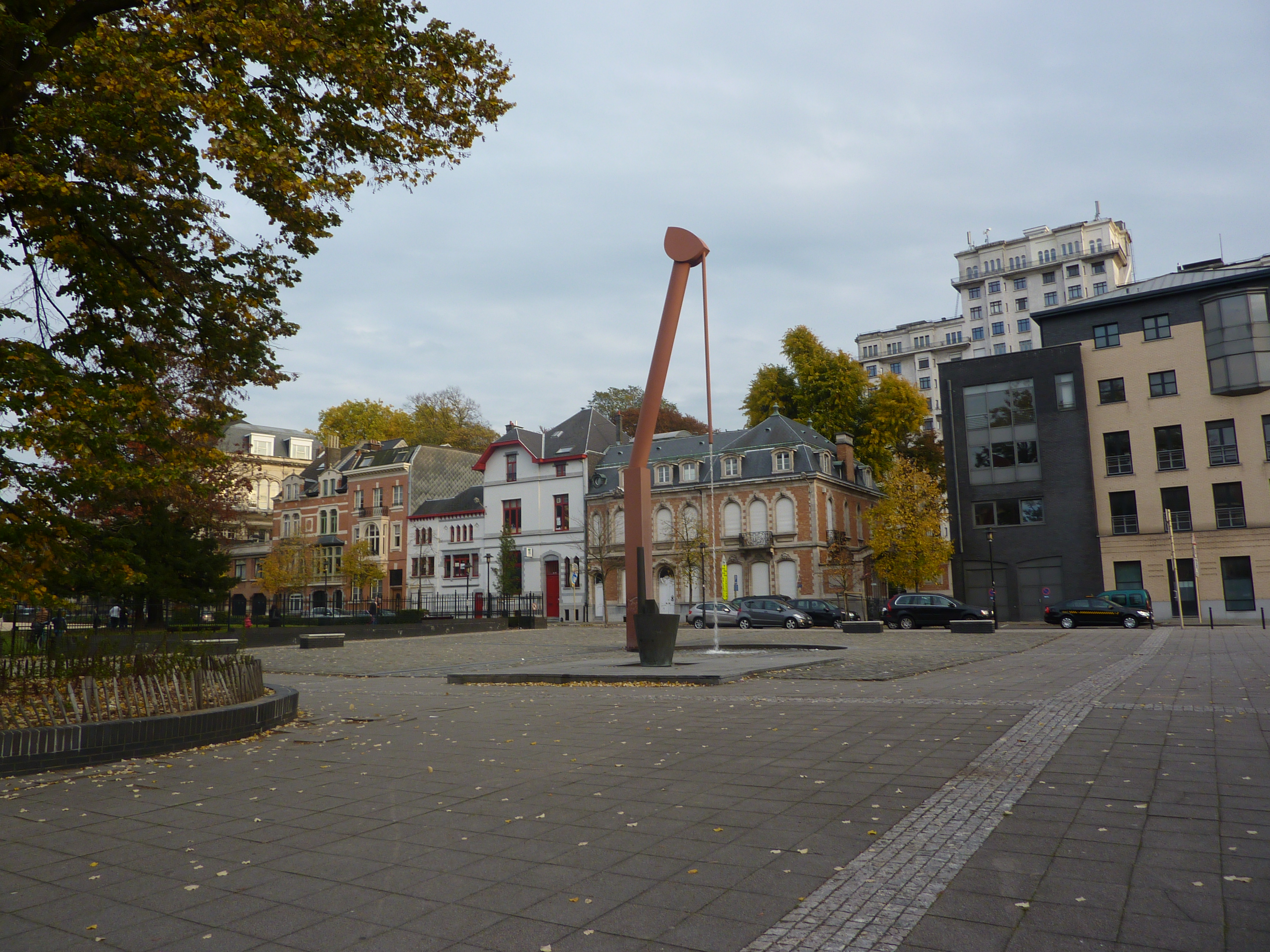
La fontaine de la place